# Kirche zum Guten Hirten (Obervellach)

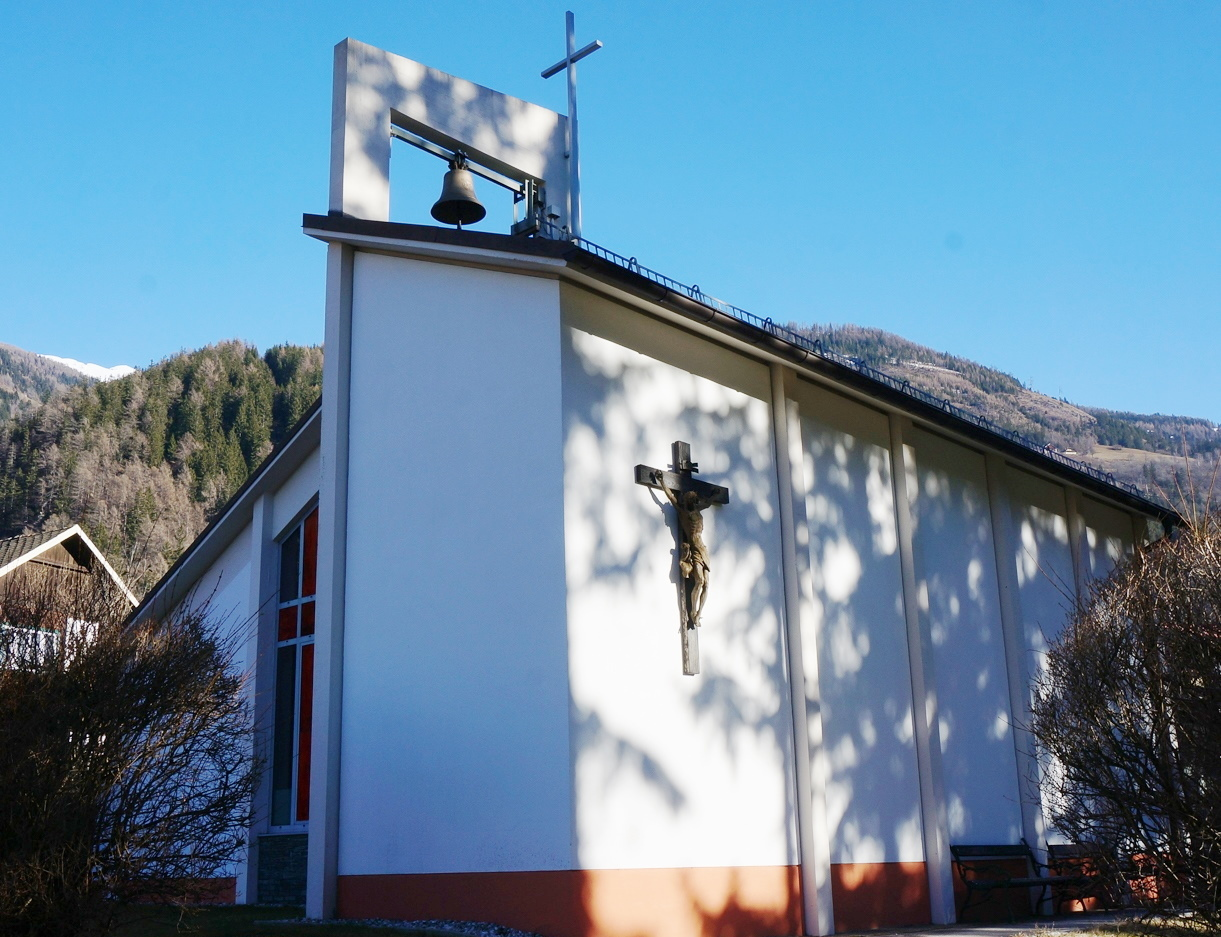
Kirche zum Guten Hirten

Die Kirche zum Guten Hirten ist die evangelische Gemeindekirche von Obervellach im Bezirk Spittal an der Drau in Kärnten. Sie gehört der Evangelischen Superintendentur A. B. Kärnten und Osttirol an.
Die Obervellacher evangelische Kirche wurde als Predigtstation der Martin-Luther-Kirche in Spittal an der Drau gegründet. Nach Plänen des Architekten Hubert Wirnsberger entstand 1967 ein asymmetrisch angelegter Stahlbeton-Skelettbau mit seitlichem, durch einen Glockenträger betonten Anbau. Die rückwärtige Fassade wird durch eine Dreiergruppe von Fenstern aufgebrochen, die seit der letzten Restaurierung plakativ mit  großformatigen Kreuzsymbolen ausgestattet sind. Der Kirchenraum ist  quer zur Achse des Bauwerks angelegt.